# American Beauty (rosa)

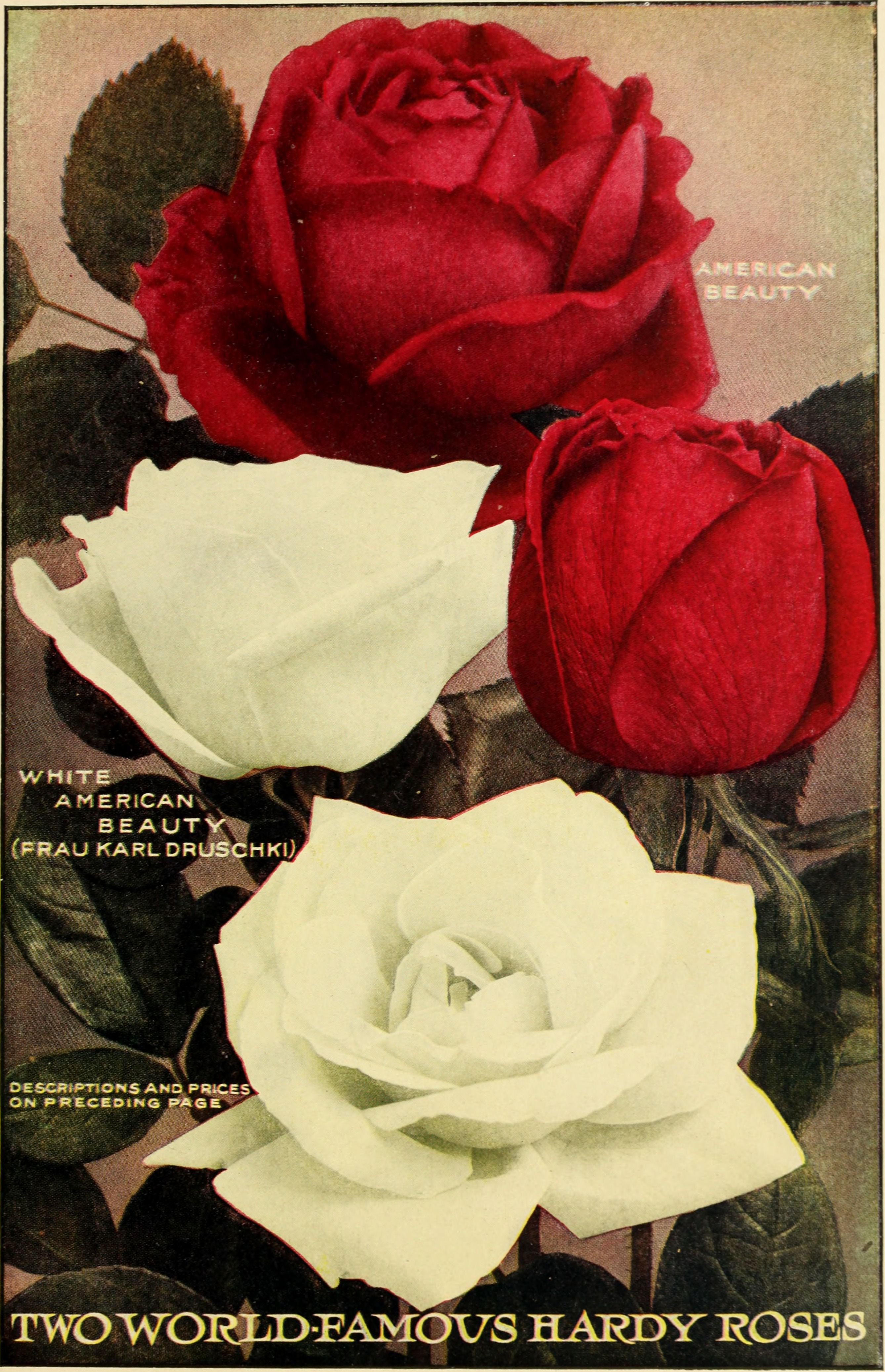
Il cultivar originale rosso e la variante bianca

American Beauty è una cultivar di rosa appartenente al gruppo degli Ibridi di Tea.
Fu costituito nel 1875 in Francia con il nome originario di Madame Ferdinand Jamin.
Introdotto in America nel 1886, tra gli anni venti e trenta fu uno dei fiori più popolari in tutto il continente.
La pianta forma cespugli fino a 2 metri di altezza.
Come tutti gli ibridi di Tea è una rosa rifiorente, con periodo di fioritura, nell'arco dell'anno, piuttosto lungo.
Produce fiori a coppa di 50 petali, di colore rosa intenso.
L'ibrido è stato talvolta citato nel cinema e nella musica: si ricordano le citazioni nel ragtime di Joseph Lamb denominato American Beauty Rag, nell'omonimo film del 1999 e sulla copertina dell'album dei Grateful Dead omonimo. Fu la rosa che Alfred Hitchcock mandò in enormi e numerosi bouquet a Vera Miles per convincerla a recitare nei suoi film.
È inoltre il fiore ufficiale di Washington District of Columbia.